# زاور كالوييف
زاور كالوييف، من مواليد 24 مارس 1931، وتوفي في 1997، لاعب كرة قدم سوفييتي سابق.
لعب مع منتخب الاتحاد السوفييتي لكرة القدم.

## وصلات خارجية
- زاور كالوييف على موقع قاعدة بيانات كرة القدم.إي يو (الإنجليزية)